# Hyocomium lychnites
Hyocomium lychnites là một loài Rêu trong họ Hypnaceae. Loài này được (Mitt.) Mitt. mô tả khoa học đầu tiên năm 1891.